# Einde Gooi
Einde Gooi is een bosgebied van ruim 150 ha. ten zuiden van Hilversum in de Nederlandse provincie Noord-Holland. Het gebied is eigendom van Natuurmonumenten. In het midden van het landgoed staat een landhuis met een boerderij. Daarachter ligt een parkbos met een zevensprong. 
Het bos ligt ten noorden van de Graaf Floris V Weg bij Maartensdijk, ten westen van de Utrechtseweg en rijksweg A27, ten zuiden van de Noodweg (van Loosdrecht naar Hollandsche Rading) en ten oosten van Egelshoek.
Tot de negentiende eeuw bestond het gebied, net als de omgeving, uit heidevelden. Het werd in 1837 door Domeinen verkocht aan J. Corver Hooft (±33 ha), Joannes van der Linden (±40 ha), Jan David Zocher (±41 ha) en Jan van den Andel (±34 ha). Deze stukken werden in 1852 tezamen verkocht aan mr. Herman Albrecht Insinger (1827-1911) uit Amsterdam. De bebouwing bestond uit een boerderij langs de Noodweg, de boerderij Blokhoven aan de Utrechtseweg en het huis van de sluiswachter aan het Tienhovens kanaal. Toen de boerderij aan de Noodweg in 1857 afbrandde werd op die plek Klein Einde Gooi gebouwd.
Rond 1860 werd op het landgoed een groot herenhuis met een boerderij gebouwd. Het herenhuis werd van 1925 tot 1930 gebruikt als een hotel-pension met café-restaurant en theetuin. Nadien werd het als woning gebruikt door een pluimveefokker. De grond werd voor bosbouw en grasland gebruikt. In 1976 werd Einde Gooi door de familie Insinger verkocht aan de Vereniging Natuurmonumenten. Het herenhuis werd eind twintigste eeuw gerestaureerd. 

## Flora en fauna
De buitenplaats Einde Gooi is in de negentiende eeuw aangelegd in een voormalig heidegebied. Het ligt op de grens van de droge zandgrond met heidegebieden van Het Gooi en het natte veenweidegebied van het Groene Hart. In het bos komen dassen voor die profiteren van de speciale voerakkers met mais. Langs de lanen groeien lelietje-van-dalen en wilde hyacint.